# Várdy Huszár Ágnes
Várdy Huszár Ágnes (Balkány, 1943. január 3. – 2022. augusztus 15.) professzor, irodalomtörténész és regényíró.

## Életrajza
A második világháborút követően apró gyermekként került Németországba, és onnan pedig az ötvenes évek elején Amerikába. Egyetemi tanulmányait az Ohio Állami Egyetemen, a Duquesne Egyetemen és a Pittsburghi Egyetemen végezte. Később a budapesti Eötvös Loránd Tudományegyetemen doktorált.
1971 és 2001 között a pittsburghi Robert Morris University keretein belül tanított, ahol 1989-ben az összehasonlító irodalom és kommunikáció professzora lett.
2001 óta viszont a szintén pittsburghi Duquesne Egyetem tanára. 1990-ben, férjével együtt az S. S. Universe nevű egyetemi hajón volt vendégtanár, amellyel körülhajózta a világot.
2001-ben pedig, ugyancsak férjével, együtt, Olaszországban tanított a Duquesne Egyetem római campusán.
Az elmúlt négy évtized folyamán Várdy Ágnes több európai tudományos intézetnek volt a vendégkutatója, ahol elsősorban a német és magyar romanticizmus kölcsönhatásáról folytatott kutatásokat. Munkásságáról rendszeresen beszámolt, nemcsak könyveiben és tanulmányaiban, de több nemzetközi kongresszuson is.

## Munkái ebből a korszakból
- A Study in Austrian Romanticism: Hungarian Influences in Lenau's Poetry (1974)
- The Folk Arts of Hungary (1981)
- Karl Beck élete és költői pályája (1984)
- The Austro-Hungarian Mind: At Home and Abroad (1989)

## Szépírói tevékenysége
A nyolcvanas évek folyamán mindinkább az amerikai magyar irodalom feldolgozására tért át, amely területen több összefoglaló tanulmánya jelentetett meg. Azt követően viszont regényírásba fogott, elsősorban a huszadik század második felének társadalomtörténeti jelenségei foglalkoztatták.
Tervezett regény-trilógiájának első kötete, Mimi címmel a második világháború korát fogja át, megjelent angolul és magyarul is több kiadásban. Sikere következtében ez a regény több pittsburghi egyetemen és főiskolán kötelező olvasmány lett.
Második regénye, a My Italian Summer, 2007 elején jelent meg angolul, és 2012-ben Nyár Itáliában címmel magyarul. Ez a regény az Amerikában született félig magyar, félig amerikai gyermekek identitással járó gondjait dolgozza fel.
Várdy Ágnes jelenleg a harmadik regényén dolgozik, mely a második világháborút követő események egyes jelenségeit, a Mimi utáni kor nemzedékének problémáit dolgozza fel.

## Szépirodalmi művei
- Mimi. Regény; ford. Szaffkó Péter; Csokonai, Debrecen, 1997
- Mimi. A novel; Atlantis-Centaur, Chicago, 1999
- Agnes Huszar Vardy: My Italian summer; Infinity Publishing, West Conshohocken, 2007
- Nyár Itáliában (My Italian summer); angolból ford. Molnár Erzsébet és Zsíros Sándor; Syllabux, Bp., 2013

## Társadalmi tevékenysége
Egyetemi működésén és tudományos, valamint szépirodalmi munkásságán kívül Várdy Ágnes több évtizeden át széles társadalmi tevékenységet fejtett ki a pittsburghi amerikai és amerikai-magyar társadalmi körökben. Férjével együtt alapítója a Nyugat-Pennsylvániai Magyar Kulturális Társaságnak [Hungarian Cultural Society of Western Pennsylvania], mely társaság 1971-et követően a magyar szellemi élet jeles képviselőinek tucatjait látta vendégül Pittsburghben Magyarországról, a kisebbségi területekről, Nyugat-Európából, és Észak-Amerikából.

## Tudományos művei
- Ágnes Huszár Vardy: Hungarian imagery in Lenau's poetry; University, Pittsburgh, 1969
- Ágnes Huszár Várdy: A study in Austrian romanticism: Hungarian influences in Lenau's poetry. With an historical intr. on the Age of romanticism by Steven Bela Várdy; Hungarian Culture Foundation, Buffalo, 1974 (Program in East European and Slavic studies)
- Ágnes Huszár Várdy: Literature and politics in Germany of the 1830s: Karl Beck's role in the Junges Deutschland movement; Duquesne University, Pittsburgh, 1981 (Studies in history Duquesne University)
- B. Steven Várdy–Ágnes H. Várdy: Research in Hungarian-American history and culture: achievements and prospects; Duquesne University, Pittsburgh, 1981 (Studies in history Duquesne University)
- Society in change. Studies in honor of Béla K. Király; szerk. Steven Béla Várdy, Ágnes Huszár Várdy; Columbia University Press, New York, 1983 (East European monographs)
- Karl Beck élete és költői pályája; Akadémiai, Bp., 1984
- Steven Bela Vardy–Agnes Huszar Vardy: A Nation's Sacred Destiny 1-2.; The Washington Times Corp., Washington, 1988
- Triumph in adversity. Studies in Hungarian civilization in honor of professor Ferenc Somogyi on the occasion of his eightieth birthday; szerk. Steven Béla Várdy, Ágnes Huszár Várdy; East European Monographs–Columbia University Press, Boulder–New York, 1988 (East European monographs)
- Steven Béla Várdy–Ágnes Huszár Várdy: The Austro-Hungarian mind: at home and abroad; East European Monographs–Columbia University Press, Boulder–New York, 1989 (East European monographs)
- Robin Hoods of the Puszta1-2.; The Washington Times Corp., Washington, 1991
- Ethnic cleansing in twentieth-century Europe; szerk. Steven Béla Várdy, T. Hunt Tooley, társszerk. Agnes Huszár Várdy; Social Science Monographs–Columbia University Press, Boulder–New York, 2003
- Steven Béla Várdy–Agnes Huszar Várdy: Stalin's Gulag. The Hungarian experience; Word Association Publishers, Tarentum, 2007
- Várdy Béla–Várdy Huszár Ágnes: Magyarok a Gulag rabszolgatáboraiban; Kairosz, Bp., 2007
- Steven B. Várdy–Agnes Huszár Várdy: German contributions to Western civilization; Institute for German American Relations, Pittsburgh, 2009 (Monograph / Institute for German American Relations, 101.)
- Várdy Béla–Várdy Huszár Ágnes: Magyarok a Gulag rabszolgatáboraiban; 2. jav. kiad.; Kairosz, Bp., 2010
- Steven Béla Várdy–Agnes Huszar Várdy: Hungarian Americans in the current of history; East European Monographs–Columbia University Press, Boulder–New York, 2010 (East European monographs, 766.)

## Díjak, elismerések
Tudományos és irodalmi munkássága elismeréseként 1980-ban a clevelandi Árpád Akadémia tagságával, 1985-ben a Nemzetközi P.E.N. tagságával, 1992-ben a magyarországi Berzsenyi-díjjal, 1996-ban a Magyar Írószövetség tagságával, 1998-ban az Árpád Akadémia aranyérmével, 2004-ben a Magyar Tudományos Akadémia köztestületi tagságával, 2005-ben a torontói Rákóczi Szövetség “Pro Libertate” Diplomájával, 2006-ban a Magyar Forradalmi Bizottság Aranyérmével, és 2007-ben pedig a Nagy Lajos Király Magánegyetem díszdoktorátusával tüntették ki.
2012-ben Várdy Ágnes professzort, férjével együtt, egykori diákjuk, Richard P. Mulcahy professzor (University of Pittsburgh) főszerkesztésében—két debreceni kolléga (Dr. Angi János és Dr. Glant Tibor) közreműködésével—egy Festschrifttel lepték meg, mely kötet Hungary Through the Centuries: Studies in Honor of Professors Steven Béla Várdy and Agnes Huszár Várdy (2012) cím alatt jelent meg.
Ezt a kötetet Várdy Béla professor legjelesebb diákja, Michael Hayden repülő tábornok (vezérezredes), az amerikai "National Security Agency" és a "Central Intelligence Agency" [CIA] egykori igazgatójának írása vezeti be.
Férje Várdy Béla történészprofesszor, akivel több munkáját közösen írta és szerkesztette.
2014-ben Balkány város díszpolgára lett.